# Seremban Jaya
Seremban Jaya is een bestuurslaag in het regentschap Rokan Hilir van de provincie Riau, Indonesië. Seremban Jaya telt 2241 inwoners (volkstelling 2010).